# Ignacio Nepote
Ignacio Nepote (30 juni 1997) is een Argentijns hockeyer.

## Levensloop
Nepote kwam uit voor Quimes AC en vervolgens voor Royal Herakles HC. Daarnaast is hij actief bij het Argentijns hockeyteam. In deze hoedanigheid nam hij onder meer deel aan de Pro League in het seizoen 2022-2023.